# Sommerbiathlon-Europameisterschaften
Seit 2004 veranstaltet die Internationale Biathlon-Union (IBU) regelmäßig Sommerbiathlon-Europameisterschaften. Gelaufen wird dabei auf Rollskiern. Die Sommerbiathlon-Europameisterschaften werden jedes Jahr im Spätsommer ausgetragen. 

## Wettbewerbe
Zunächst wurden neben einem Wettbewerb in der Mixed-Staffel Wettkämpfe im Sprint und der Verfolgung durchgeführt. Schon 2005 wurde die Verfolgung zugunsten des Massenstarts aus dem Programm genommen. Auch der Massenstart basiert wie die Verfolgung auf dem Sprint, da sich dort die besten 30 Starter und Starterinnen für den Folgewettkampf qualifizieren.
Bislang sind die Vertreter Russlands mit Abstand erfolgreichste Nation. Im Mixed gewannen die Russen bis auf einen alle Wettkämpfe. Ebenso mussten sich die russischen Männer erst einmal einem Usbeken und zweimal einem Slowaken geschlagen geben. Bei den Frauen konnten bislang eine Ukrainerin und eine Belarussin jeweils einmal einen Titel gewinnen.
Im Jahr 2013 wurde zum ersten Mal mit Judith Wagner eine Deutsche Europameisterin im Sommerbiathlon. Nachdem sie bereits im Jahr 2012 ebenfalls im Sprint die Bronzemedaille errang.

## Bisherige Europameisterschaften
Bis heute wurden insgesamt acht Sommerbiathlon-Europameisterschaften ausgetragen. Dabei wurden acht Europameister und Europameisterinnen im Sprint, drei in der Verfolgung und fünf im Massenstart ermittelt.

### Austragungsorte
| Jahr | Austragungsort(e)    |
| ---- | -------------------- |
| 2004 | Clausthal-Zellerfeld |
| 2005 | Bystrice             |
| 2006 | Cēsis                |
| 2007 | Tysowets             |
| 2008 | Bansko               |
| 2009 | Nové Město           |
| 2010 | Osrblie              |
| 2011 | Martell              |
| 2012 | Osrblie              |
| 2013 | Haanja               |